# General Cup 2013
Der General Cup 2013 war ein Snookerturnier, das vom 9. bis zum 13. September 2013 im General Snooker Club in Hongkong ausgetragen wurde.
Im Finale bezwang Mark Davis den Titelverteidiger Neil Robertson mit 7:2. Für Davis war dies nach seinem Triumph bei der 6-Red World Championship der zweite Turniersieg innerhalb einer Woche.

## Preisgeld
|                   | Preisgeld   |
| ----------------- | ----------- |
| Sieger            | 120.000 HK$ |
| Finalist          | 60.000 HK$  |
| Halbfinalist      | 40.000 HK$  |
| Höchstes Break    | 20.000 HK$  |
| Pro Century-Break | 2.000 HK$   |

## Gruppenphase
Die Gruppenphase wurde in zwei 4er-Gruppen im Round-Robin-Modus auf „Best of 5 Frames“ gespielt.
| Sp.    | Anzahl der absolvierten Spiele                                 |
| SG     | Anzahl der gewonnenen Spiele                                   |
| SV     | Anzahl der verlorenen Spiele                                   |
| Fr.    | Anzahl der absolvierten Frames                                 |
| FG     | Anzahl der gewonnenen Frames                                   |
| FV     | Anzahl der verlorenen Frames                                   |
| FD     | Frame-Differenz                                                |
| Punkte | Gesamtpunkte                                                   |
|        | Die zwei besten Spieler jeder Gruppe zogen ins Halbfinale ein. |

### Gruppe A

#### Spiele
| Spieler 1      | Ergebnis | Spieler 2        |
| -------------- | -------- | ---------------- |
| Barry Hawkins  | 2:3      | Joe Perry        |
| Neil Robertson | 3:1      | Andrew Higginson |
| Joe Perry      | 3:1      | Andrew Higginson |
| Neil Robertson | 1:3      | Barry Hawkins    |
| Barry Hawkins  | 3:1      | Andrew Higginson |
| Neil Robertson | 3:0      | Joe Perry        |

#### Tabelle
| Rang | Spieler          | Sp. | SG | SV | Fr. | FG | FV | FD | Punkte |
| ---- | ---------------- | --- | -- | -- | --- | -- | -- | -- | ------ |
| 1    | Barry Hawkins    | 3   | 2  | 1  | 13  | 8  | 5  | 3  | 2      |
| 2    | Neil Robertson   | 3   | 2  | 1  | 11  | 7  | 4  | 3  | 2      |
| 3    | Joe Perry        | 3   | 2  | 1  | 12  | 6  | 6  | 0  | 2      |
| 4    | Andrew Higginson | 3   | 0  | 3  | 12  | 3  | 9  | −6 | 0      |

### Gruppe B

#### Spiele
| Spieler 1    | Ergebnis | Spieler 2    |
| ------------ | -------- | ------------ |
| Shaun Murphy | 2:3      | Ricky Walden |
| Ricky Walden | 1:3      | Mark Davis   |
| Shaun Murphy | 2:3      | Mark Davis   |
| Ricky Walden | 1:3      | Marco Fu     |
| Shaun Murphy | 2:3      | Marco Fu     |
| Marco Fu     | 3:2      | Mark Davis   |

#### Tabelle
| Rang | Spieler      | Sp. | SG | SV | Fr. | FG | FV | FD | Punkte |
| ---- | ------------ | --- | -- | -- | --- | -- | -- | -- | ------ |
| 1    | Marco Fu     | 3   | 3  | 0  | 14  | 9  | 5  | 4  | 3      |
| 2    | Mark Davis   | 3   | 2  | 1  | 14  | 8  | 6  | 2  | 2      |
| 3    | Ricky Walden | 3   | 1  | 2  | 13  | 5  | 8  | −3 | 1      |
| 4    | Shaun Murphy | 3   | 0  | 3  | 15  | 6  | 9  | −3 | 0      |

## Finalrunde
|  | Halbfinale Best of 11 Frames | Halbfinale Best of 11 Frames |            |                | Finale Best of 13 Frames | Finale Best of 13 Frames |
|  |                              |                              |            |                |                          |                          |
|  |                              |                              |            |                |                          |                          |
|  | Barry Hawkins                | 1                            |            |                |                          |                          |
|  | Mark Davis                   | 6                            |            |                |                          |                          |
|  |                              |                              | Mark Davis | 7              |                          |                          |
|  |                              |                              |            | Neil Robertson | 2                        |                          |
|  | Marco Fu                     | 3                            |            |                |                          |                          |
|  | Neil Robertson               | 6                            |            |                |                          |                          |
|  |                              |                              |            |                |                          |                          |